# Promozione Piemonte-Valle d'Aosta 1978-1979
Nella stagione 1978-1979 la Promozione era sesto livello del calcio italiano (il massimo livello regionale). Qui vi sono le statistiche relative al campionato in Piemonte e in Valle d'Aosta gestito dal Comitato Regionale Piemonte-Valle d'Aosta.
Il campionato è strutturato in vari gironi all'italiana su base regionale, gestiti dai Comitati Regionali di competenza. Promozioni alla categoria superiore e retrocessioni in quella inferiore non erano sempre omogenee; erano quantificate all'inizio del campionato dal Comitato Regionale secondo le direttive stabilite dalla Lega Nazionale Dilettanti, ma flessibili, in relazione al numero delle società retrocesse dalla Serie D e perciò, a seconda delle varie situazioni regionali, la fine del campionato poteva avere degli spareggi sia di promozione che di retrocessione.

## Girone A

### Squadre partecipanti
| Squadra                  | Città (provincia)             |
| ------------------------ | ----------------------------- |
| A.S. Borgosesia          | Borgosesia (VC)               |
| U.S. Cafasse Sociale     | Cafasse (TO)                  |
| U.S. Castellamonte       | Castellamonte (TO)            |
| A.C. Castellettese       | Castelletto sopra Ticino (NO) |
| A.S. Cossatese           | Cossato (VC)                  |
| U.S. Crescentinese       | Crescentino (VC)              |
| A.C. Gozzano             | Gozzano (NO)                  |
| U.S. Gravellona          | Gravellona Toce (NO)          |
| U.S.I. Grignasco         | Grignasco (NO)                |
| U.S. Juventus Domo       | Domodossola (NO)              |
| A.C. Meina               | Meina (NO)                    |
| Oleggio Sportiva         | Oleggio (NO)                  |
| A.S. Pont Donnaz         | Pont-Saint-Martin (AO)        |
| A.C. Settimo             | Settimo Torinese (TO)         |
| S.S. Verbania            | Verbania (NO)                 |
| A.S. Virtus Villadossola | Villadossola (NO)             |

### Classifica finale
|  | Pos. | Squadra             | Pt  | G   | V   | N   | P   | GF  | GS  | DR  |
|  | ---- | ------------------- | --- | --- | --- | --- | --- | --- | --- | --- |
|  | 1.   | Gozzano             | 40  | 30  | 17  | 6   | 7   | 49  | 34  | +15 |
|  | 2.   | Borgosesia          | 40  | 30  | 14  | 12  | 4   | 42  | 28  | +14 |
|  | 3.   | Grignasco           | 38  | 30  | 14  | 10  | 6   | 38  | 23  | +15 |
|  | 3.   | Verbania            | 38  | 30  | 16  | 6   | 8   | 39  | 29  | +10 |
|  | 5.   | Gravellona          | 31  | 30  | 11  | 9   | 10  | 35  | 34  | +1  |
|  | 6.   | Cossatese           | 30  | 30  | 12  | 6   | 12  | 26  | 25  | +1  |
|  | 7.   | Crescentinese       | 29  | 30  | 10  | 9   | 11  | 36  | 34  | +2  |
|  | 8.   | Cafasse Sociale     | 28  | 30  | 8   | 12  | 10  | 25  | 30  | -5  |
|  | 8.   | Castellettese       | 28  | 30  | 9   | 10  | 11  | 26  | 32  | -6  |
|  | 8.   | Meina               | 28  | 30  | 8   | 12  | 10  | 27  | 34  | -7  |
|  | 8.   | Oleggio             | 28  | 30  | 7   | 14  | 9   | 26  | 30  | -4  |
|  | 8.   | Pont Donnaz         | 28  | 30  | 8   | 12  | 10  | 31  | 34  | -3  |
|  | 8.   | Virtus Villadossola | 28  | 30  | 9   | 10  | 11  | 27  | 36  | -9  |
|  | 14.  | Castellamonte       | 25  | 30  | 7   | 11  | 12  | 32  | 34  | -2  |
|  | 15.  | Juventus Domo       | 22  | 30  | 6   | 10  | 14  | 24  | 34  | -10 |
|  | 16.  | Settimo             | 19  | 30  | 4   | 11  | 15  | 35  | 47  | -12 |
|  |      |                     | 480 | 480 | 160 | 160 | 160 | 518 | 518 | 0   |

Legenda:
      Promosso in Serie D 1979-1980.
      Retrocesso in Prima Categoria.
Regolamento:
Due punti a vittoria, uno a pareggio, zero a sconfitta.
Pari merito in caso di pari punti.
Differenza reti generale per stabilire le retrocessioni in caso di pari punti.

### Spareggio per il 1º posto in classifica e promozione in Serie D
|            | Risultati |         | Luogo e data           |
| ---------- | --------- | ------- | ---------------------- |
| Borgosesia | 0 - 2     | Gozzano | Omegna, 17 giugno 1979 |
|            |           |         |                        |

- Il Gozzano è promosso in Serie D.

## Girone B

### Squadre partecipanti
| Squadra                          | Città (provincia)         |
| -------------------------------- | ------------------------- |
| Acqui U.S.                       | Acqui Terme (AL)          |
| U.S. Alpignano                   | Alpignano (TO)            |
| A.S. Bacigalupo                  | Torino                    |
| U.S. Balangero                   | Balangero (TO)            |
| Pol. Busca                       | Busca (CN)                |
| A.S. Carassonese                 | Mondovì (CN)              |
| U.S. Cheraschese                 | Cherasco (CN)             |
| A.C. Cuneo                       | Cuneo                     |
| U.S. Fossanese                   | Fossano (CN)              |
| U.S. Gassino                     | Gassino Torinese (TO)     |
| G.S. Pertusa                     | Torino                    |
| F.C. Pinerolo                    | Pinerolo (TO)             |
| U.S. Saviglianese                | Savigliano (CN)           |
| G.S. Seo Borgaro Monterosa       | Borgaro Torinese (TO)     |
| U.S. Susa                        | Susa                      |
| U.S. A.S.C.A. Valle S.Bartolomeo | Valle San Bartolomeo (AL) |

### Classifica finale
|  | Pos. | Squadra               | Pt  | G   | V   | N   | P   | GF  | GS  | DR  |
|  | ---- | --------------------- | --- | --- | --- | --- | --- | --- | --- | --- |
|  | 1.   | Pinerolo              | 44  | 30  | 18  | 8   | 4   | 39  | 24  | +15 |
|  | 2.   | Seo Borgaro Monterosa | 38  | 30  | 12  | 14  | 4   | 35  | 20  | +15 |
|  | 3.   | Valle San Bartolomeo  | 35  | 30  | 10  | 15  | 5   | 25  | 19  | +6  |
|  | 4.   | Cheraschese           | 33  | 30  | 11  | 11  | 8   | 32  | 22  | +10 |
|  | 5.   | Bacigalupo            | 32  | 30  | 11  | 10  | 9   | 32  | 22  | +10 |
|  | 5.   | Cuneo                 | 32  | 30  | 10  | 12  | 8   | 30  | 30  | 0   |
|  | 7.   | Saviglianese          | 31  | 30  | 11  | 9   | 10  | 35  | 33  | +2  |
|  | 8.   | Acqui                 | 30  | 30  | 11  | 8   | 11  | 41  | 39  | +2  |
|  | 9.   | Balangero             | 29  | 30  | 7   | 15  | 8   | 33  | 33  | 0   |
|  | 9.   | Busca                 | 29  | 30  | 11  | 7   | 12  | 23  | 28  | -5  |
|  | 11.  | Carassonese           | 28  | 30  | 11  | 6   | 13  | 28  | 30  | -2  |
|  | 12.  | Fossanese             | 26  | 30  | 7   | 12  | 11  | 31  | 39  | -8  |
|  | 12.  | Susa                  | 26  | 30  | 8   | 10  | 12  | 32  | 38  | -6  |
|  | 14.  | Pertusa               | 25  | 30  | 8   | 9   | 13  | 30  | 42  | -12 |
|  | 15.  | Alpignano             | 24  | 30  | 5   | 14  | 11  | 29  | 38  | -9  |
|  | 16.  | Gassino               | 18  | 30  | 6   | 6   | 18  | 27  | 45  | -18 |
|  |      |                       | 480 | 480 | 157 | 166 | 157 | 502 | 502 | 0   |

Legenda:
      Promosso in Serie D 1979-1980.
      Retrocesso in Prima Categoria.
Regolamento:
Due punti a vittoria, uno a pareggio, zero a sconfitta.
Pari merito in caso di pari punti.
Differenza reti generale per stabilire le retrocessioni in caso di pari punti.

### Spareggio fra le 14.esime per un'ulteriore retrocessione
|         | Risultato |               | Luogo e data                |
| ------- | --------- | ------------- | --------------------------- |
| Pertusa | 2 - 1     | Castellamonte | Crescentino, 17 giugno 1979 |
|         |           |               |                             |

- Il Castellamonte retrocede in Prima Categoria.